# Ill Niño (EP)
Ill Niño è un EP del gruppo musicale statunitense Ill Niño, pubblicato nel 2000.

## Tracce
1. Nothing's Clear – 3:34
2. Disposed – 4:14
3. Rumba – 3:25
4. Fallen – 3:50
5. Part of the Signs – 3:00
6. El Niño (Live in the studio - 03.26.00) – 3:36
7. God Is I (Live in the studio - 03.26.00) – 2:58